# Furbowl
Furbowl war eine schwedische Metal- und Rockband aus Växjö, die im Jahr 1991 gegründet wurde und sich ca. 1996 unter dem Namen Wonderflow auflöste.

## Geschichte
Die Band wurde im Jahr 1991 von dem Gitarristen, Sänger und Bassist Johan Liiva-Axelsson und dem Schlagzeuger Max Thornell gegründet. Im selben Jahr erschien das erste Demo The Nightfall of Your Heart, das von Mike Amott produziert wurde. Amott spielte die E-Gitarre in zwei Liedern. Auf dem Album wurde ein elektronisches Schlagzeug verwendet. Danach kamen kurzzeitig der Gitarrist Anders und der Bassist Aron zur Besetzung. Durch das Demo erreichte die Gruppe einen Vertrag bei Step One Records, worüber 1992 das Album Those Shredded Dreams erschien. Der Veröffentlichung folgten Auftritte in Belgien und Deutschland. Zudem war auch die Veröffentlichung einer Single über Cenotaph Records geplant, die aufgrund der Schließung des Labels nicht realisiert werden konnte. 1994 folgte das zweite Album The Autumn Years. Vor den Aufnahmen war der Keyboarder und Gitarrist Nicke Stenemo zur Band gekommen. 1993 verließ Liiva-Axelsson die Band und wurde durch den Gitarristen Per Jungberger ersetzt. 1995 änderte die Band ihren Namen in Wonderflow, nachdem sie sich von Black Mark Production getrennt und zu MNW gewechselt hatte. Die Gruppe veröffentlichte die EP 20th Century Egyptian im Jahr 1996 und löste sich dann auf. Im Jahr 2008 begab sich die Besetzung des Jahres 1994 ins Studio, um ältere Lieder neu aufzunehmen. Im Oktober 2009 wurde das Debütalbum der Band über Vic Records wiederveröffentlicht.

## Stil
Laut Janne Stark in The Heaviest Encyclopedia of Swedish Hard Rock and Heavy Metal Ever! spielt die Band auf The Autumn Years Death Metal mit leichten Anleihen aus dem Gothic Metal. Auch Daniel Ekeroth ordnete in seinem Buch die Band dem Death- und Gothic-Metal zu. Später habe sich die Band dem Death-Rock gewidmet und den Stil von Entombed von Mitte der 1990er Jahre vorweggenommen. Danach habe man sich einem Stil gewidmet, der dem Psychedelic Rock ähnele. Gregor Arndt vom Metal Hammer gab in seiner Rezension zu The Autumn Years an, dass die Band seit Those Shredded Dreams vermehrt Wert auf Groove lege. Die Band lasse sich zwischen Entombed, einer schnelleren Version von Cathedral und Xysma beschreiben. Das Material sei nun weniger hart und lasse sich nur noch bedingt dem Death Metal zuordnen. Jon Kristiansen schrieb in Metalion: The Slayer Mag Diaries, dass die Band auf The Nightfall of Your Heart eine Mischung aus Dismember und Paradise Lost mit Gothic-Metal-Einflüssen spielt. Laut Martin Popoff in seinem Buch The Collector’s Guide of Heavy Metal Volume 3: The Nineties ist die Band auf The Autumn Years eine Death-Metal-Version der Rockband Terrorvision. Neben atonalem Gesang, der an Paradise Lost erinnere, gebe es auch Klargesang. Zudem sei auch ein Rock-’n’-Roll-Einfluss hörbar. Im Lied Still Breathing seien Einflüsse aus Gothic Metal und Country zu hören.

## Diskografie
als Furbowl
- 1991: The Nightfall of Your Heart (Demo, Eigenveröffentlichung)
- 1992: Adv LP trk -92 (Demo, Eigenveröffentlichung)
- 1992: Demo II (Demo, Eigenveröffentlichung)
- 1992: Those Shredded Dreams (Album, Step One Records)
- 1993: Extraslim (Demo, Eigenveröffentlichung)
- 1993: Rehearsal / Demo (Demo, Eigenveröffentlichung)
- 1994: The Autumn Years (Album, Black Mark Production)
- 2010: Those Shredded Dreams (Kompilation, The Crypt Records)

als Wonderflow
- 1996: 20th Century Egyptian (EP, MNW)